# Глейшер-Бей
Глейшер-Бей (англ. Glacier Bay) — національний парк на південно-східному узбережжі Аляски, західніше міста Джуно. Парк займає площу 13 287 км², велика частина якої — заповідні місця.
Національний парк перебуває під охороною ЮНЕСКО.

## Природа
Природа узбережжя Глейшер-Бей — це льодовики, вкрита лісами гірська гряда зі сніговими вершинами, глибокі фіорди, річки й озера.
У парку дуже мало доріг, тому круїзи та екскурсії вертольотом або літаком — найкращий спосіб його дослідити.
Сто років тому найвідомішим льодовиком був льодовик Мьюїр 3 км у ширину і 80 м у висоту. Але клімат постійно міняється, і в 1990 році льодовик відступив. На сьогоднішній день туристи мають можливість спостерігати льодовики Марджері (англ. Margerie), Ламплаф (англ. Lamplugh) і Брейді. Льодовики, що спускаються зі засніжених гір, утворюють айсберги. Всього на території парку 9 льодовиків і 4 айсберги.
У лісах і на узбережжі водяться ведмеді, олені, біля берега можна побачити китів.
З видів відпочинку в парку пропонуються: риболовля, гайкінг, скелелазіння, рафтинг, прогулянки на морі на катамаранах і човнах.

## Графік роботи парку
Парк відкритий цілий рік, 24 години на добу, але взимку можливості парку мінімальні. Інформаційний центр працює від травня до початку вересня з 11:00 до 21:00.

## Клімат
Клімат Глейшер-Бей морський, на нього впливають океанічні течії. На узбережжі зима досить м'яка, а літо — прохолодне. У горах температура значно нижча, узимку випадає багато снігу.
| Клімат парку Глейшер-Бей | Клімат парку Глейшер-Бей | Клімат парку Глейшер-Бей | Клімат парку Глейшер-Бей | Клімат парку Глейшер-Бей | Клімат парку Глейшер-Бей | Клімат парку Глейшер-Бей | Клімат парку Глейшер-Бей | Клімат парку Глейшер-Бей | Клімат парку Глейшер-Бей | Клімат парку Глейшер-Бей | Клімат парку Глейшер-Бей | Клімат парку Глейшер-Бей | Клімат парку Глейшер-Бей |
| Показник                 | Січ.                     | Лют.                     | Бер.                     | Квіт.                    | Трав.                    | Черв.                    | Лип.                     | Серп.                    | Вер.                     | Жовт.                    | Лист.                    | Груд.                    | Рік                      |
| Середній максимум, °C    | 2                        | 3                        | 5                        | 9                        | 13                       | 16                       | 17                       | 17                       | 14                       | 9                        | 4                        | 2                        | 9,3                      |
| Середня температура, °C  | −1                       | −1                       | 1                        | 5                        | 9                        | 12                       | 13                       | 13                       | 10                       | 6                        | 1                        | −1                       | 5,6                      |
| Середній мінімум, °C     | −4                       | −3                       | −2                       | 1                        | 4                        | 8                        | 10                       | 10                       | 7                        | 3                        | −1                       | −3                       | 2,5                      |
| Температура води, °C     | 6                        | 5                        | 5                        | 6                        | 8                        | 10                       | 12                       | 13                       | 11                       | 9                        | 7                        | 6                        | 8,2                      |
| Норма опадів, мм         | 222                      | 180.9                    | 159.4                    | 151.5                    | 124.3                    | 110.3                    | 130                      | 200.8                    | 313.8                    | 343.2                    | 264.5                    | 247.2                    | 2447.9                   |
| Днів з опадами           | 18,9                     | 15,3                     | 15,4                     | 14,7                     | 13,7                     | 13                       | 14                       | 16,5                     | 19,3                     | 21,4                     | 19,4                     | 19,3                     | 200,9                    |
| Днів з дощем             | 11,8                     | 10,1                     | 12,4                     | 14,2                     | 13,7                     | 13                       | 13                       | 16,5                     | 19,3                     | 20,7                     | 15,2                     | 12,8                     | 172,7                    |
| Днів зі снігом           | 2,9                      | 1,9                      | 0,8                      | 0                        | 0                        | 0                        | 0                        | 0                        | 0                        | 0,1                      | 1,4                      | 2,6                      | 9,7                      |
| ------------------------ | ------------------------ | ------------------------ | ------------------------ | ------------------------ | ------------------------ | ------------------------ | ------------------------ | ------------------------ | ------------------------ | ------------------------ | ------------------------ | ------------------------ | ------------------------ |
| Джерело: Weather Spark   |                          |                          |                          |                          |                          |                          |                          |                          |                          |                          |                          |                          |                          |

## Як дістатися
Дістатися до містечка Густавус (англ. Gustavus), що лежить поруч з парком, можна тільки по воді або на авіатаксі з Джуно (англ. Juneau).

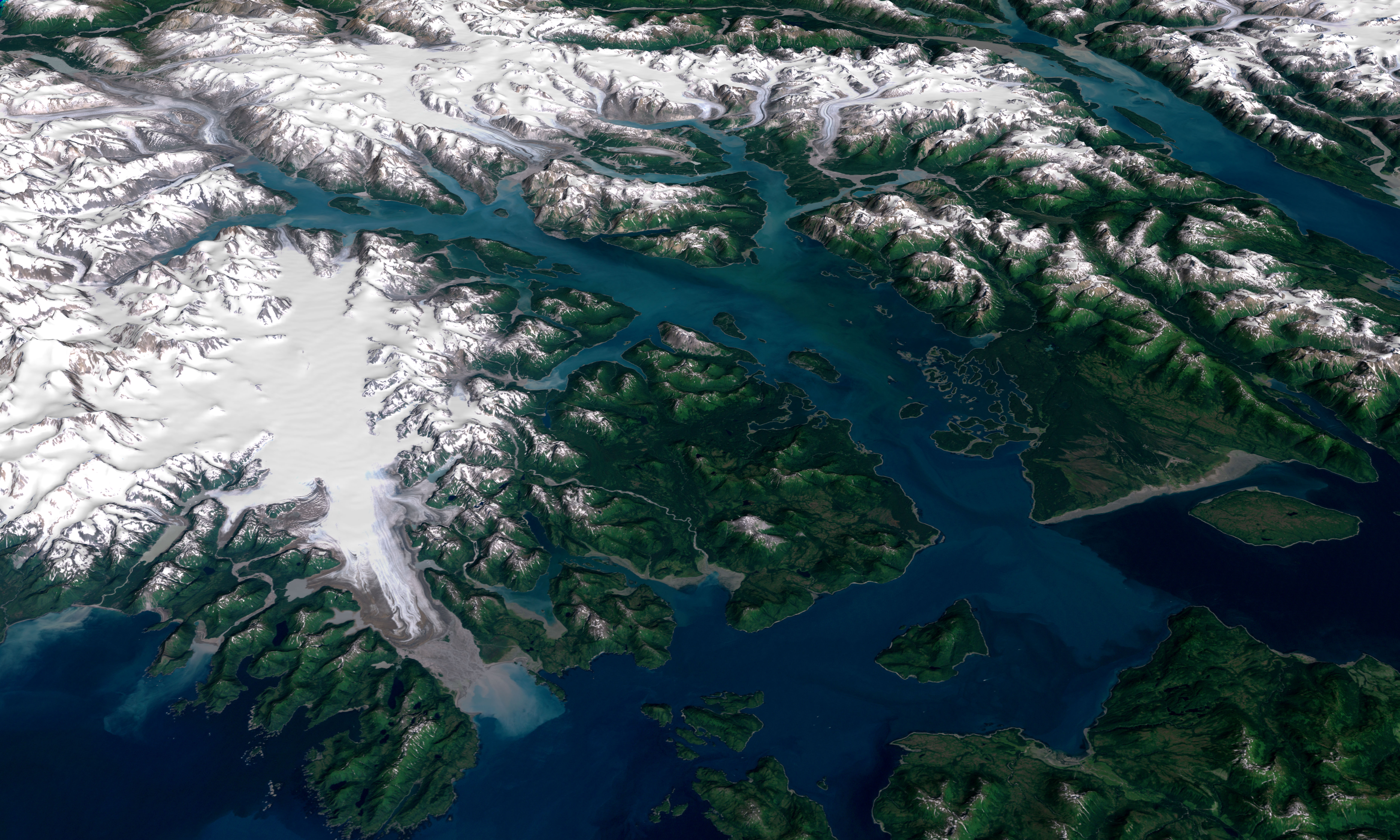
Вид з космосу
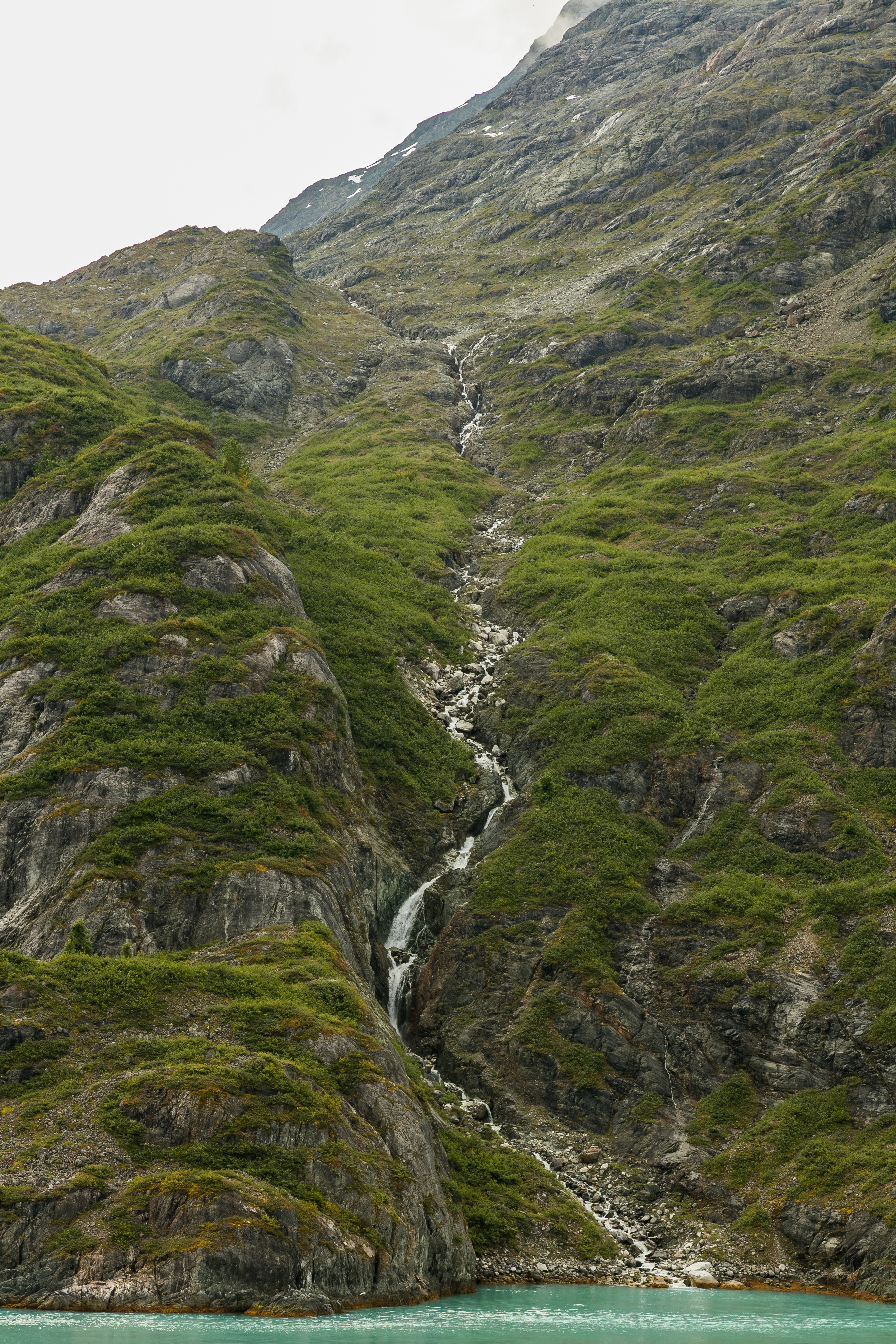
Схили Глейшер-Бей в серпні 2017 року